# Nuestra Señora de los Dolores (Alba de Tormes)
Nuestra Señora de los Dolores es una talla anónima de los siglos xvii o xviii. Portada el Viernes Santo, la imagen está ubicada en la Iglesia de San Juan de Alba de Tormes, en Salamanca (Castilla y León, España).

## Historia
La imagen fue tallada en los siglos xvii o xviii por un escultor anónimo vinculado a la escuela de Gregorio Fernández.: 29  Pese a la conexión con el maestro gallego, la obra está claramente basada en la Virgen de las Angustias realizada hacia 1561 por Juan de Juni para la Ilustre Cofradía Penitencial de Nuestra Señora de las Angustias de Valladolid, siendo la escultura de Alba de Tormes elaborada en una época de revivificación de esta advocación en la que se produjeron numerosas copias de la Virgen vallisoletana gracias a la amplia difusión de los grabados de Juan de Roelas (1597): 17  y Alejandro Carnicero (1719), si bien este último reproduce la talla de la Virgen de las Angustias de la Iglesia de la Vera Cruz de Salamanca, obra de Felipe del Corral inspirada a su vez en la imagen de Valladolid y muy similar a la de Alba de Tormes, por lo que cabe la posibilidad de que esta última fuese comisionada al taller del escultor valenciano.
La pérdida de los colores originales producto del intenso policromado efectuado en el siglo xx hace imposible adjudicar la pieza con seguridad, siendo el abanico de candidatos muy amplio y contándose entre ellos, además de Corral, Pablo González Velázquez, Pedro de Sierra (quien tenía su taller en Medina del Campo) y Juan Alonso Villabrille y Ron, quien talló la Virgen de la Amargura de la Iglesia de San Miguel y San Julián de Valladolid siguiendo el modelo de Juni, si bien son múltiples las réplicas de la imagen vallisoletana, destacando principalmente, además de la de Salamanca, la Virgen de los Cuchillos de Cuéllar, la Virgen de las Angustias de Segovia, la Dolorosa de Oviedo, la Dolorosa de Astorga y la Dolorosa de Medina de Rioseco.

## Descripción
La Virgen, protagonista del cartel de Semana Santa de 2020, aparece desplomada sobre un peñasco rectangular con una disposición ligeramente helicoidal del cuerpo con el fin de remarcar el grado de ansiedad producto del estado de trance en el que se encuentra sumida. La pierna derecha se halla flexionada y hacia delante mientras que la izquierda está doblada hacia atrás, gesto que provoca un leve arqueamiento del tronco hacia el lado izquierdo, con el hombro de este lado adelantado respecto al otro. La disposición de ambas piernas guarda consonancia en cierta forma con los brazos ya que el derecho se apoya en el pecho en señal de desconsuelo mientras que el izquierdo se halla estirado hacia la parte posterior y cubierto por el manto, si bien la mano está levemente alzada y al descubierto a diferencia de la de la talla de Juni, quien tenía por costumbre cubrir partes anatómicas con pañería, destacando en este aspecto diversas obras: la María Magdalena del Santo Entierro (1541-1544) del Museo Nacional de Escultura; la Virgen de la Esperanza (c. 1550) de la Iglesia de Santiago de Allariz; el relieve de la Virgen de la Piedad (1550-1560) del retablo de la Capilla de los Alderete en la Iglesia museo de San Antolín de Tordesillas; el San Juan del Calvario de Ciudad Rodrigo (1556-1557) del Museo Nacional de Escultura; y la María de Cleofás del Santo Entierro (1566-1571) de la Catedral de Segovia.
La carga emocional radica en la cabeza, elevada, con la boca profundamente abierta y los ojos alzados hacia el cielo en actitud suplicante (reminiscencia del grupo escultórico Laocoonte y sus hijos), estando la obra caracterizada en líneas generales por una composición piramidal y compacta, si bien a diferencia de la escultura de Juni esta no posee el mismo nivel de patetismo. La imagen luce ropajes superpuestos consistentes en una túnica granate con motivos en dorado y ceñida con cíngulo también dorado, bajo ella una camisa interior en color hueso de manga larga con hilera de botones en el antebrazo acorde a la moda del siglo xvii, una toca del mismo tono con motivos florales y un manto azul salpicado de flores de lis doradas, apoyado en el hombro izquierdo con caída por la parte posterior y recogido entre las piernas. 
Es posible que la policromía actual, fechada en el siglo xx y que supuso la pérdida de la original, esté basada en la auténtica gama cromática, probablemente más plana y de colores más vivos, sin ninguna clase de estofado, aspecto típico del siglo xviii. Los paños lucen numerosos drapeados sinuosos y de gran volumen en forma de arista que dotan a la imagen de gran movimiento, todos ellos tan redondeados que recuerdan al modelado en barro, destacando marcados contrastes entre las ondulaciones del manto y las dobleces de la toca en un alarde de combinación de texturas dispares, si bien en la zona del pecho la mano, con los dedos anular y corazón casi juntos, no entra en contacto con los ropajes, por lo que no se producen los pliegues que sí posee la imagen vallisoletana, lo que resta sensación de profundidad, aunque esto queda disimulado por los siete cuchillos que luce sobre el busto, único accesorio junto con una sencilla diadema de orfebrería y la cruz situada tras ella, de madera con cantoneras y el monograma INRI en la intersección entre el palo y el travesaño.